# Cathédrale de la Nativité-de-la-Bienheureuse-Vierge-Marie de Biloxi
La cathédrale de la Nativité-de-la-Bienheureuse-Vierge-Marie de Biloxi est une cathédrale catholique située au 870 West Howard Avenue à Biloxi, dans l'État américain du Mississippi. Elle est le siège du diocèse de Biloxi (en). Elle est conçue par l'architecte Theodore Brune (en) et construite en 1902 par J.F Barnes & Company de Greenville (Mississippi). Elle est inscrite au Registre national des lieux historiques depuis 1984.

## Architecture et histoire
L'architecte germano-américain Theodore Brune a conçu plusieurs églises sur la côte du Golfe en Louisiane. L'actuelle cathédrale néo-gothique a été construite sur la parcelle de l'ancienne église, détruite par le grand incendie de Biloxi en novembre 1900. Des vitraux ont été offerts à la cathédrale par Julia Dulion Lopez (1857-1918) en hommage à son défunt mari au début de l'année 1906. Les fenêtres ont été construites par Reis et Reis de Munich (Allemagne) et installées par Frederick Thornley de New York.